# سن سباستیان د بوئناویستا
سن سباستیان د بوئناویستا (انگلیسی: San Sebastián de Buenavista) نام شهری در کشور کلمبیا است.